# Cunter
Cunter (oficialmente Conters im Oberhalbstein hasta 1943) era una comuna suiza del cantón de los Grisones, ubicada en el distrito de Albula, círculo de Surses. Limitaba al norte con las comunas de Mon, Riom-Parsonz y Tiefencastel, al este con Tiefencastel y Savognin, al sur con Savognin, y al oeste con Riom-Parsonz y Salouf. El 1 de enero de 2015 se fusionó con las antiguas comunas de Bivio, Marmorera, Mulegns, Riom-Parsonz, Salouf, Savognin, Sur y Tinizong-Rona para constituir la nueva comuna de Surses.

## Lengua
La lengua tradicional del pueblo fue hasta finales del siglo XX el retorromano. En 1880 el 86,4% de la población hablaba esta lengua. Fue a partir de finales del siglo XX que la lengua fue perdiendo importancia: en 1910 una mayoría de 95,39% hablaba romanche, en 1941 ya no eran sino el 86,4%, en 1970 87,93%, en 1980 74,47%, 54,29% en 1990 y 51,01% actualmente. Estos porcentajes nos indican la forma en que el romanche está desapareciendo en la región, mientras que el alemán la conquista. Actualmente la población alemana representa el 36% de la población total, por lo que la comuna adoptó las dos lenguas como oficiales (tanto el romanche como el alemán).

## Escudo
El escudo representa el busto de San Carlos Borromeo, patrón de la comuna.